# 牛瑄
牛瑄（1830年—1877年），字荔庵，河南汜水縣明月坡人（今郑州巩义市），清朝翰林、書畫家。

## 生平
同治四年（1865年）乙丑科二甲第一名进士（传胪）。选翰林院庶吉士，散馆授编修。工書畫。

## 家族
父牛鳳山，武狀元。

## 外部連結
- 《牛瑄对联轴》修复工艺探析